# Raniero de Ponza
Raniero de Ponza (n. 1130, Ponza, Lazio, Regatul Italiei – d. 1207, Ponza, Lazio, Regatul Italiei) a fost un călugăr și teolog italian. Mai întâi a fost călugăr cistercian, apoi l-a urmat ca discipol pe Gioacchino da Fiore în nou înființatul Ordin Florensian din 1188. Din anul 1198, Raniero de Ponza a devenit consilerul papei Inocențiu al III-lea, care l-a numit și legat pontifical până în anul 1202 în Spania și în Lunguedoc, unde era însărcinat cu combaterea ereziei catare.

## Vezi și
- Gioacchino da Fiore
- Luca Campano
- Ubertino de Casale
- Gioachimism
- Ordinul Florensian
- San Giovanni in Fiore
- Abația San Giovanni in Fiore